# Persone di nome Nikola
| Questa pagina contiene informazioni ricavate automaticamente dalle voci biografiche con l'ausilio del template Bio e di un bot. L'aggiornamento è periodico e automatico e ricostruisce completamente la pagina. Se manca una persona in questa lista, sei pregato di non aggiungerla, ma accertati piuttosto che la sua voce biografica contenga il template Bio e che i dati anagrafici siano correttamente compilati. Se il template Bio manca, inseriscilo tu stesso o, in alternativa, metti l'avviso {{tmp\|Bio}} che ne segnala la mancanza. Se i dati riportati sono sbagliati, correggi direttamente la voce biografica; le modifiche saranno visibili in questa lista entro pochi giorni. Per chiarimenti vedi il progetto antroponimi. La lista contiene solo le 246 persone che sono citate nell'enciclopedia e per le quali è stato implementato correttamente il template Bio. Pagina aggiornata al 22 lug 2025. |

Questa è una lista di persone presenti nell'enciclopedia che hanno il nome Nikola, suddivise per attività principale.

## Allenatori di calcio(10)
- Nikola Drinčić, allenatore di calcio e ex calciatore serbo (Belgrado, n. 1984)
- Nikola Ignjatijević, allenatore di calcio e ex calciatore serbo (Požarevac, n. 1983)
- Nikola Jurčević, allenatore di calcio e ex calciatore croato (Zagabria, n. 1966)
- Nikola Mikić, allenatore di calcio e ex calciatore serbo (Kraljevo, n. 1985)
- Nikola Milinković, allenatore di calcio e ex calciatore serbo (Sanski Most, n. 1968)
- Nikola Šafarić, allenatore di calcio e ex calciatore croato (Čakovec, n. 1981)
- Nikola Simić, allenatore di calcio e calciatore jugoslavo (Belgrado, n. 1897 - Belgrado, † 1969)
- Nikola Spasov, allenatore di calcio e calciatore bulgaro (Sofia, n. 1958 - Montana, † 2020)
- Nikola Trajković, allenatore di calcio e ex calciatore serbo (Belgrado, n. 1981)
- Nikola Žigić, allenatore di calcio e ex calciatore serbo (Bačka Topola, n. 1980)

## Allenatori di calcio a 5(1)
- Nikola Tomičić, allenatore di calcio a 5 e ex giocatore di calcio a 5 croato (Spalato, n. 1973)

## Allenatori di pallavolo(1)
- Nikola Grbić, allenatore di pallavolo e ex pallavolista serbo (Zrenjanin, n. 1973)

## Arbitri di calcio(1)
- Nikola Dabanović, arbitro di calcio montenegrino (Podgorica, n. 1981)

## Architetti(1)
- Kolju Fičeto, architetto e scultore bulgaro (Drjanovo, n. 1800 - Veliko Tărnovo, † 1881)

## Arcivescovi cattolici(1)
- Nikola Eterović, arcivescovo cattolico croato (Pucischie, n. 1951)

## Avvocati(1)
- Nikola Mandić, avvocato e politico croato (Travnik, n. 1869 - Zagabria, † 1945)

## Bassi(1)
- Nikola Gjuzelev, basso bulgaro (Pavlikeni, n. 1936 - Sofia, † 2014)

## Calciatrici(1)
- Nikola Karczewska, calciatrice polacca (Zielonka, n. 1999)

## Cantanti(1)
- Nikola Sarcevic, cantante svedese (Örebro, n. 1974)

## Cestiste(3)
- Nikola Dudášová, cestista slovacca (Banská Bystrica, n. 1995)
- Nikola Kováčiková, cestista slovacca (Levice, n. 1999)
- Nikola Wiegand, cestista tedesca (Francoforte sul Meno, n. 1963 - † 2005)

## Cestisti(45)
- Nikola Atanasov, ex cestista bulgaro (n. 1943)
- Nikola Bulatović, ex cestista e allenatore di pallacanestro montenegrino (Titograd, n. 1971)
- Nikola Cvetinović, ex cestista serbo (Loznica, n. 1988)
- Nikola Dačević, ex cestista e allenatore di pallacanestro serbo (Belgrado, n. 1979)
- Nikola Dragović, cestista serbo (Podgorica, n. 1987)
- Nikola Gaćeša, cestista serbo (Belgrado, n. 1987)
- Nikola Ilić, cestista serbo (Ub, n. 1985 - Ub, † 2012)
- Nikola Ilov, cestista bulgaro (Pleven, n. 1932)
- Nikola Ivanaj, cestista albanese (Varese, n. 2000)
- Nikola Ivanović, cestista montenegrino (Podgorica, n. 1994)
- Nikola Janković, cestista serbo (Vranje, n. 1994)
- Nikola Jestratijević, ex cestista serbo (Zemun, n. 1976)
- Nikola Jevtović, cestista serbo (Užice, n. 1989)
- Nikola Jokić, cestista serbo (Sombor, n. 1995)
- Nikola Jovanović, cestista serbo (Belgrado, n. 1994)
- Nikola Jović, cestista serbo (Leicester, n. 2003)
- Nikola Kalinić, cestista serbo (Subotica, n. 1991)
- Nikola Kočović, cestista serbo (Čačak, n. 1996)
- Nikola Lončar, ex cestista, allenatore di pallacanestro e dirigente sportivo jugoslavo (Kragujevac, n. 1972)
- Nikola Malešević, cestista serbo (Užice, n. 1989)
- Nikola Marković, cestista serbo (Belgrado, n. 1989)
- Nikola Milutinov, cestista serbo (Novi Sad, n. 1994)
- Nikola Mirotić, cestista montenegrino (Titograd, n. 1991)
- Nikola Mišković, cestista serbo (Toruń, n. 1999)
- Nikola Otašević, ex cestista serbo (Užice, n. 1982)
- Nikola Pavličević, cestista montenegrino (Nikšić, n. 1988)
- Nikola Pavlović, cestista serbo (Kraljevo, n. 1996)
- Nikola Peković, ex cestista e dirigente sportivo montenegrino (Bijelo Polje, n. 1986)
- Nikola Pešaković, cestista serbo (Čačak, n. 1991)
- Nikola Plećaš, ex cestista e allenatore di pallacanestro jugoslavo (Bruvno, n. 1948)
- Nikola Popović, cestista serbo (Banja Luka, n. 1997)
- Nikola Prkačin, ex cestista croato (Ragusa, n. 1975)
- Nikola Radičević, cestista serbo (Čačak, n. 1994)
- Nikola Radulović, ex cestista croato (Zagabria, n. 1973)
- Nikola Rebić, cestista serbo (Belgrado, n. 1995)
- Nikola Šaranović, cestista serbo (Belgrado, n. 2003)
- Nikola Stevanović, ex cestista serbo (n. 1992)
- Nikola Tanasković, cestista serbo (Smederevska Palanka, n. 1997)
- Nikola Topić, cestista serbo (Novi Sad, n. 2005)
- Nikola Vasić, ex cestista serbo (Šabac, n. 1984)
- Nikola Vučević, cestista montenegrino (Morges, n. 1990)
- Nikola Vujčić, ex cestista, allenatore di pallacanestro e dirigente sportivo croato (Spalato, n. 1978)
- Nikola Žižić, cestista montenegrino (Nikšić, n. 1994)
- Nikola Žižić, cestista montenegrino (Podgorica, n. 2000)
- Nikola Đurišić, cestista serbo (Gand, n. 2004)

## Cicliste su strada(1)
- Nikola Nosková, ciclista su strada e ciclocrossista ceca (Jablonec nad Nisou, n. 1997)

## Ciclisti su strada(1)
- Nikola Aistrup, ex ciclista su strada e ex pistard danese (Ballerup, n. 1987)

## Diplomatici(1)
- Nikola Dimitrov, diplomatico e politico macedone (Skopje, n. 1972)

## Dirigenti sportivi(1)
- Nikola Kalinić, dirigente sportivo e ex calciatore croato (Salona, n. 1988)

## Generali(2)
- Nikola Ljubičić, generale e politico jugoslavo (Karan, n. 1916 - Belgrado, † 2005)
- Nikola Šubić Zrinski, generale croato (Zrin - † 1566)

## Giavellottiste(1)
- Nikola Ogrodníková, giavellottista ceca (Ostrava, n. 1990)

## Giocatori di football americano(11)
- Nikola Davidović, ex giocatore di football americano e dirigente sportivo serbo (n. 1982)
- Nikola Mitić, giocatore di football americano serbo (n. 2003)
- Nikola Prkosovački, giocatore di football americano serbo (n. 1998)
- Nikola Savić, ex giocatore di football americano serbo
- Nikola Simović, giocatore di football americano serbo
- Nikola Stojanović, giocatore di football americano serbo (n. 1988 - † 2017)
- Nikola Stojanović, giocatore di football americano serbo (n. 2002)
- Nikola Treskanica, giocatore di football americano serbo (n. 2001)
- Nikola Vasić, ex giocatore di football americano serbo
- Nikola Vuksanović, giocatore di football americano serbo (n. 1993)
- Nikola Ćirić, giocatore di football americano serbo

## Ingegneri(1)
- Nikola Hajdin, ingegnere serbo (Vrbovsko, n. 1923 - Belgrado, † 2019)

## Inventori(1)
- Nikola Tesla, inventore, fisico e ingegnere austro-ungarico (Smiljan, n. 1856 - New York, † 1943)

## Lottatori(1)
- Nikola Stančev, lottatore bulgaro (Tvărdica, n. 1930 - Burgas, † 2009)

## Nobili(2)
- Nikola Jurišić, nobile, militare e diplomatico croato (Senj, n. 1490 - Kőszeg, † 1545)
- Nikola IV Frankopan, nobile croato († 1432)

## Numismatici(1)
- Nikola Mušmov, numismatico e museologo bulgaro (Struga, n. 1869 - Sofia, † 1942)

## Pallamanisti(3)
- Nikola Adžić, ex pallamanista e allenatore di pallamano jugoslavo (Cettigne, n. 1962)
- Nikola Bilyk, pallamanista austriaco (Tunisi, n. 1996)
- Nikola Karabatić, ex pallamanista francese (Niš, n. 1984)

## Pallanuotisti(5)
- Nikola Dedović, pallanuotista serbo (Belgrado, n. 1992)
- Nikola Jakšić, pallanuotista serbo (n. 1997)
- Nikola Janović, ex pallanuotista montenegrino (Cattaro, n. 1980)
- Nikola Kuljača, pallanuotista serbo (Belgrado, n. 1974)
- Nikola Rađen, pallanuotista serbo (Novi Sad, n. 1985)

## Pallavoliste(2)
- Nikola Radosová, pallavolista slovacca (Bojnice, n. 1992)
- Nikola Šenková, pallavolista ceca (Šternberk, n. 1989)

## Pallavolisti(6)
- Nikola Antonijević, pallavolista statunitense (Phoenix, n. 1993)
- Nikola Jovović, pallavolista serbo (Novi Sad, n. 1992)
- Nikola Kovačević, pallavolista serbo (Kraljevo, n. 1983)
- Nikola Peković, pallavolista serbo (Požarevac, n. 1990)
- Nikola Rosić, pallavolista serbo (Belgrado, n. 1984)
- Nikola Ǵorǵiev, pallavolista macedone (Strumica, n. 1988)

## Pattinatrici di short track(1)
- Nikola Mazur, pattinatrice di short track polacca (n. 1995)

## Piloti automobilistici(1)
- Nikola Colov, pilota automobilistico bulgaro (Sofia, n. 2006)

## Pistard(2)
- Nikola Sibiak, pistard polacca (Darłowo, n. 2000)
- Nikola Wielowska, pistard e ciclista su strada polacca (Nowogard, n. 2002)

## Pittori(1)
- Nikola Manev, pittore bulgaro (Pazardžik, n. 1940 - Parigi, † 2018)

## Poeti(1)
- Nikola Vapcarov, poeta bulgaro (Bansko, n. 1909 - Sofia, † 1942)

## Politici(12)
- Nikola Gruevski, politico macedone (Skopje, n. 1970)
- Nikola Hristić, politico serbo (Sremska Mitrovica, n. 1818 - Belgrado, † 1911)
- Nikola Kljusev, politico macedone (Štip, n. 1927 - Skopje, † 2008)
- Nikola Mušanov, politico bulgaro (Drjanovo, n. 1872 - Sofia, † 1951)
- Nikola Pašić, politico serbo (Zaječar, n. 1845 - Belgrado, † 1926)
- Nikola Petkov, politico bulgaro (Sofia, n. 1893 - Sofia, † 1947)
- Nikola Poplašen, politico bosniaco (Sombor, n. 1951)
- Nikola Šainović, politico serbo (Bor, n. 1948)
- Nikola Špirić, politico bosniaco (Drvar, n. 1956)
- Nikola Subotić, politico e avvocato jugoslavo (Ervenico, n. 1873 - Sebenico, † 1963)
- Nikola Uzunović, politico jugoslavo (Niš, n. 1873 - Belgrado, † 1954)
- Nikola Žekov, politico e generale bulgaro (Sliven, n. 1865 - Füssen, † 1949)

## Registi(1)
- Nikola Tanhofer, regista, sceneggiatore e direttore della fotografia jugoslavo (Zagabria, n. 1926 - Zagabria, † 1998)

## Rugbisti a 15(1)
- Nikola Matawalu, rugbista a 15 figiano (Suva, n. 1989)

## Scacchisti(1)
- Nikola Pădevski, scacchista bulgaro (Plovdiv, n. 1933 - † 2023)

## Sciatori alpini(1)
- Nick Zoricic, sciatore alpino e sciatore freestyle canadese (Sarajevo, n. 1983 - Interlaken, † 2012)

## Tenniste(1)
- Nikola Hofmanová, ex tennista ceca (Chomutov, n. 1991)

## Tennisti(5)
- Nikola Mektić, tennista croato (Zagabria, n. 1988)
- Nikola Milojević, tennista serbo (Belgrado, n. 1995)
- Nikola Pilić, ex tennista jugoslavo (Spalato, n. 1939)
- Nikola Ćaćić, ex tennista serbo (Banja Luka, n. 1990)
- Nikola Špear, tennista jugoslavo (Subotica, n. 1944 - Subotica, † 2017)

## Wrestler(1)
- Otis, wrestler statunitense (Duluth, n. 1991)